# Onthophagus naaroon
Onthophagus naaroon là một loài bọ cánh cứng trong họ Bọ hung (Scarabaeidae).